# Поча (приток Ваги)
Поча — река в Шенкурском районе Архангельской области России, правый приток реки Вага (бассейн Северной Двины).
Длина реки — 46 км, площадь бассейна — 548 км². Питание смешанное, с преобладанием снегового. Замерзает в октябре — ноябре, вскрывается в апреле — начале мая.

## Населённые пункты
В устье реки находится административный центр Федорогорского сельского поселения деревня Никифоровская.

## Течение
Река берёт начало из озера Починское, расположенного в 14 км севернее посёлка Россохи. В верховьях течёт в северо-восток, но после впадения основного притока Селеньги поворачивает на запад. Последние 9 километров течет на север. На всём протяжении очень сильно петляет. После впадения Селеньги ширина реки составляет 12 метров, а глубина 0,9 метров. В нижнем течении, близ деревни Никифоровская ширина — 20 метров, глубина — 0,6 метров.

## Данные водного реестра
- Бассейновый округ — Двинско-Печорский
- Речной бассейн — Северная Двина
- Речной подбассейн — Северная Двина ниже места слияния Вычегды и Малой Северной Двины
- Водохозяйственный участок — Вага

## Топографическая карта
- Лист карты P-38-13,14 Двинской. Масштаб: 1 : 100 000. Состояние местности на 1984 год. Издание 1988 г.